# Акопян, Владимир Эдуардович
Владимир Эдуардович Акопян (арм. Վլադիմիր Հակոբյան; род. 7 декабря 1971, Баку, Азербайджанская ССР, СССР) — американский, ранее армянский и советский, шахматист; гроссмейстер (1991), шахматный композитор. Победитель Восьмого командного чемпионата мира 2011 года и трёхкратный победитель Всемирных Шахматных Олимпиад (2006, 2008 и 2012) в составе команды Армении. Финалист чемпионата мира ФИДЕ по нокаут-системе (1999).

## Биография

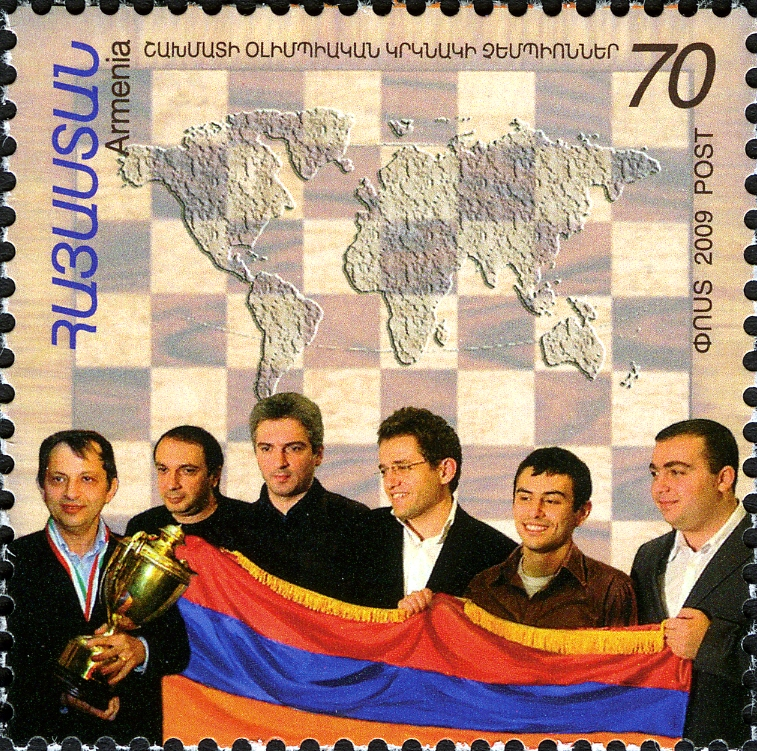
В. Акопян (третий слева) со своими товарищами по команде на Олимпиаде-2008 на марке Армении. 2009 г.

Родился в Баку (Азербайджанская ССР, СССР) 7 декабря 1971 года.
В 5 лет Акопяна научил играть в шахматы отец — преподаватель Ереванского политехнического института. Когда мальчику исполнилось 8 лет, он выиграл в Литве свой первый турнир, победив во всех партиях.
У Акопяна много параллелей с Каспаровым. Жил в Баку, любил отдыхать в Загульбе и играть в футбол, проходил шахматные университеты в школе Ботвинника — Каспарова.
В 14 лет выиграл в Аргентине чемпионат мира среди кадетов (юношей до 16 лет), и его учителя так отозвались о возможностях Акопяна:
Г. Каспаров: «Он должен войти в дюжину сильнейших шахматистов мира».
М. Ботвинник: «Акопян может завоевать высшее звание, но в том случае, если будет работать, как Каспаров».
В 1989 году Акопян стал чемпионом мира среди юношей до 18 лет, на международном турнире в Никшиче (1991), разделил 1-2-е места с И. Соколовым и перевыполнил норму гроссмейстера. В 1992 его рейтинг достиг отметки 2600 единиц, что считается в шахматном мире уровнем экстра-класса, но решающий прорыв на претендентский уровень не удавался. Отдельные успехи в турнирах чередовались с неудачами.
В 1999 году Акопян успешно сыграл в двух турнирах по швейцарской системе в Дубае (1-2-е места) и Филадельфии (1-10-е). Участвуя в чемпионате мира ФИДЕ по нокаут-системе в Лас-Вегасе, дошёл до финала без единого поражения, последовательно выбив из турнира М. Чибурданидзе (1½ : ½), Е. Бареева (2½ : 1½), Кир. Георгиева (1½ : ½), С. Мовсесяна (2½ : 1½) и М. Адамса (2½ : ½), где проиграл Халифману.
Член символического клуба победителей чемпионов мира Михаила Чигорина с 11 января 2004 года.
В июне 2006 года вместе с Левоном Ароняном, Кареном Асряном, Смбатом Лпутяном, Габриелом Саркисяном и Арташесом Минасяном стал чемпионом 37-й шахматной Олимпиады в Турине и был награждён медалью Мовсеса Хоренаци.
За победу в 38-й олимпиаде в Дрездене был награждён медалью «За заслуги перед Отечеством» первой степени.
Победитель международных турниров: Нишка-Баня — 1990, Буэнос-Айрес — 1991, Никшич — 1991, Лос-Анджелес — 1991 (открытый чемпионат США), Беер-Шева — 1992, Канн — 1993, Санкт-Петрербург — 1994, Лас-Вегас — 1994, Эль Вендрелл — 1996, Берлин — 1996, Альбервилль — 1999, Дубай — 1999, Филадельфия — 1999, Бастия — 1999, Убеда — 2001, Лас-Вегас — 2001, Этьен-ле-Бэн — 2001, Бад-Виссе — 2001, Альбервилль — 2002.
В 2005 году Акопян был арестован в Дубайском аэропорту: его приняли за полного тёзку, разыскиваемого Интерполом по подозрению в убийстве. Недоразумение вскоре разрешилось, но из-за него Акопян опоздал к началу турнира (7-й «Дубай-опен»), в котором являлся бы рейтинг-фаворитом.
10 сентября 2012 года награждён Орденом Почёта за блестящую победу команды на Всемирной шахматной олимпиаде, состоявшейся в Стамбуле в 2012 году, за отстаивание чести Родины на международной арене и за достойное представление Армении перед миром.

## Изменения рейтинга
| График не отображается по техническим причинам. Чтобы исправить это, воспроизведите график в новом формате, если это возможно. |

## Награды
- Орден Почёта (10 сентября 2012 года) — за блестящую победу команды на Всемирной шахматной олимпиаде, состоявшейся в Стамбуле в 2012 году, за отстаивание чести Родины на международной арене и за достойное представление Армении перед миром[6].
- Медаль «За заслуги перед Отечеством» I степени (26 ноября 2008 года) — за блестящую победу, достигнутую на Всемирной шахматной олимпиаде, за отстаивание спортивной чести Родины, за достойное представление Армении на международной арене, а также за содействие развитию шахмат в Республике Армения[8].
- Медаль Мовсеса Хоренаци (2006 год).
- «Серебряный крест» Союза армян России — за выдающееся достижение - победу на Всемирной шахматной Олимпиаде 2006г. в Турине[9].

## Книги
- Акопян В. Э. 150 шахматных задач и этюдов. — М.: Russian CHESS House / Русский шахматный дом, 2015. — 80 с. ISBN 978-5-94693-456-5.